# Pártos Csilla
Pártos Csilla (Budapest, 1967. november 26. –) magyar televíziós műsorvezető, táncos-koreográfus, jelmeztervező, a HEGYEM Mozgalom anyai nagykövete, a Chili Jóga megalapítója. Pécsi Ildikó volt menye.

## Életpályája
Karrierjét revütáncosnőként kezdte a svájci Maximban. A Magyar Televízióban az első könnyűzenei slágerlista, a Popkorong című műsor műsorvezetője volt. Később éveken át egy délelőtti szórakoztató magazin, a Vasárnapi Turmix házigazdájaként szerepelt. Feltűnt a TV2 Hal a tortán című műsorában. A televíziós karrierjét követően a divat világába igazolt. Azóta is számos divatbemutatót koreografál és állít színpadra. Színészként A nagy hal című filmben szerepelt. 2008-ban autoimmun betegséget diagnosztizáltak nála, melynek leküzdéséhez, a gyógyszereken túl szüksége volt valami olyan gyógymódra is, mely nemcsak a testét, de a lelkét is megszabadítja a betegség okozta mellékhatásoktól. Ez a kiegészítő terápia, melyet kezelőorvosa Dr. Wikonkál Norbert javasolt, a jóga lett. 2010-ben nyitotta meg első saját jógastúdióját a Rózsadombon, amelyben a saját fejlesztésű hot yoga irányzatot oktatja.

## Könyv
LéleKút című művét betegsége idején írta, mely bevallása szerint élete egy szakaszának naplója. A kötet 40+1 verset tartalmaz
- LéleKút. 40 és egy vers; Masszi, Bp., 2008

## Színház
- A doktor úr (Budaörsi Játékszín) - koreográfus
- Lysistrate (Budaörsi Játékszín) - jelmeztervező
- Oidipus király (2003. Gorsiumi Nyári Játékok - jelmeztervező

## Film
- A nagy hal (színész)
- Kisváros (színész)

## Pécsi Ildikó és Pártos Csilla néhány közös munkája
- Hódmezővásárhely, 2001.: Bodnárné (Rendezte: Pécsi Ildikó, jelmez: Pártos Csilla)
- Gorsium – Floralia, 2003.: Szophoklész: Elektra (Rendezte: Pécsi Ildikó, jelmez: Pártos Csilla)
- Gorsium, 2004. Szophoklész: Trachusi nők (Rendezte: Pécsi Ildikó, jelmez és koreográfia: Pártos Csilla)
- Gorsium (2005. április 30.): A hetvenkedő katona (Rendezte: Pécsi Ildikó, jelmez, koreográfia: Pártos Csilla)
- Mesés játékok, játékos versek (gyermekkönyv – Írta és tervezte: Pécsi Ildikó, illusztrálta: Pártos Csilla)